# スヌークス・イーグリン
スヌークス・イーグリン（英語: Snooks Eaglin, 1936年1月21日 - 2009年2月18日）はアメリカ合衆国ルイジアナ州ニューオーリンズ出身のギタリスト、シンガー。本名は、フォード・イーグリン・ジュニア（Fird Eaglin, Jr.）。ブラインド・スヌークス・イーグリンの名義でも作品を残している。
彼のヴォーカル・スタイルはレイ・チャールズを思い起こさせる。実際、50年代の彼が10代だった頃、彼自身リトル・レイ・チャールズと名乗っていたこともあるという。彼はニューオーリンズR&Bのアーティストとして知られ、ブルース、ロックンロール、ジャズ、カントリーからラテンにいたるまで幅広い音楽をプレイする。彼のキャリアの初期には、ストレートなアコースティック・ブルースもプレイしていた。
そのレパートリーの広さと曲を完全に消化して自分のものにしてしまう能力から、“人間ジュークボックス”と呼ばれるようになった。イーグリンは自らインタビューでレパートリーについて「1,000曲くらい」と述べている。

## 来歴

### 幼少期
イーグリンは1歳になったばかりの頃、緑内障を患い失明した。幼少期は他の病気で数年間病院で過ごしている。5歳の頃、イーグリンは父親からギターを贈られ、ラジオを聴きながら独学で練習をした。愛称の“スヌークス”は、彼がとてもいたずらっ子だったことから、当時のいたずら好きのラジオ・キャラクター“ベイビー・スヌークス”から名づけられたものである。

### 初期
1947年、ラジオ局WNOE主催のタレント・コンテストで、イーグリンは11歳で"Twelfth Street Rag"をプレイして優勝している。3年後にはプロのミュージシャンになるために盲学校を中退した。1952年、イーグリンはアラン・トゥーサンが結成した7人編成の地元バンド、フラミンゴスに参加する。このバンドにはベーシストがいなかったが、イーグリンによれば彼はベースとギターの両パートをギターで同時に弾いていたのだという。このバンドは解散するまで数年間在籍した。イーグリンがインタビューで語ったところによると、フラミンゴス時代、彼はギグから自宅までバンド・メンバーを乗せた車を運転して帰るというにわかには信じ難い経験をしている。
彼の音楽活動はムラがあり、50年に渡る経歴の割には作品は多くない。彼の初のレコーディングは1953年、ジェイムズ・"シュガー・ボーイ"・クロフォードのセッションにギターで参加している。自己名義のレコーディングの機会が訪れたのは、ルイジアナ州立大学の民俗学者、ハリー・オスターがニューオーリンズの街頭でプレイするイーグリンを見かけたときだった。オスターは、1958年から60年の間に7回のセッションを通じてイーグリンの演奏をレコーディングした。これらのレコーディングはフォークウェイズ、フォークリリック、ブルースヴィルなどのレーベルからリリースされた。このときのイーグリンは、基本的にバンドなしのアコースティック・ギター弾き語り、フォーク・ブルース・スタイルの演奏を展開している。

### 1960年から70年代にかけて
1960年から63年の間、イーグリンはインペリアル・レーベルへレコーディングを行う。このときのセッションではイーグリンはエレキギターを弾き、ジェイムズ・ブッカー（ピアノ）、スモーキー・ジョンソン（ドラムス）らを含むバンドが彼をバックアップした。インペリアルでは、計26トラックのレコーディングを行った。その音源はCD「The Complete Imperial Recordings」で聴くことができる。インペリアル時代の曲の多くはデイヴ・バーソロミューのペンによるものであった。ハリー・オスターのレコーディングとは異なり、インペリアルの作品は今日のイーグリンのスタイルに通ずるニューオーリンズR&Bのスタイルである。インペリアルのあとは、1964年にスウェーデン放送局用のレコーディング（イーグリンの自宅での弾き語り。CD「I Blueskvarter 1964: Vol.3」で聴くことができる）があるが、60年代には他にレコーディングはない様である。
1971年、スウェーデンのレーベルからリリースされた「The Legacy Of The Blues Vol. 2」、1978年にはエリス・マルサリスをピアノにフィーチャーした「Down Yonder」を発表している。自己名義の作品以外には、プロフェッサー・ロングヘアとの1971年、72年のセッション（「Mardi Gras In Baton Rouge」）、ワイルド・マグノリアスのファースト・アルバム（1973年録音）への参加がある。

### ブラックトップ時代と後期
1980年代になると、イーグリンはブラックトップ・レコードのスコット兄弟と出会い、同レーベルと契約を結ぶ。イーグリンにとって、ブラックトップ時代は、彼のキャリアの中で最も充実した時期と言える。1987年から1999年の間に彼は同レーベルから4枚のスタジオ作、1枚のライブ作を発表した他、ブラックトップ所属の他のアーティストの作品にもしばしばゲスト参加した。その中にはヘンリー・バトラー、アール・キング、トミー・リッジリーらがいる。ツアーも以前よりするようになり、1995年 (パークタワー・ブルース・フェスティバル)、1996年 (単独ツアー)と2度来日もした。95年の来日の模様はライブ盤になっている（「Soul Train from 'Nawlins: Live At Park Tower Blues Festival '95」）。
ブラックトップの倒産後、イーグリンは2002年、マネーピット・レコードより「The Way It Is」を発表、これが彼の最後の作品となった。このアルバムは別レーベルながら、ブラックトップのスコット兄弟がプロデュースしており、事実上ブラックトップ盤と言ってもよい内容である。

### 死去
イーグリンは、2009年2月18日、ニューオーリンズ市内のオクスナー・メディカル・センターにて心臓発作により死去した。73歳だった。前立腺ガンと診断され治療を受けていた。春のニューオーリンズ・ジャズ&ヘリテッジ・フェスティバル（ジャズフェス）に復活公演が組まれていたがかなわなかった。
イーグリンは、長年ニューオーリンズの郊外のセントローズに妻のドロシアと住んでいた。ライブ活動はあまり行っていなかったが、ニューオーリンズのクラブ、ロックンボウルやジャズフェスには定期的に出演していた。

## ディスコグラフィー

### オリジナル・アルバム
- 1971年 The Legacy Of The Blues Vol. 2 (Sonet)
- 1978年 Down Yonder - Snooks Eaglin Today! (GNP Crescendo)
- 1987年 Baby, You Can Get You Gun! (Black Top)
- 1989年 Out Of Nowhere (Black Top)
- 1992年 Teasin' You (Black Top)
- 1995年 Soul's Edge (Black Top)
- 1996年 Soul Train from 'Nawlins: Live At Park Tower Blues Festival '95 (Pヴァイン) - (米国では1997年にLive In Japan [Black Top]としてリリース)
- 2002年 The Way It Is (Money Pit)

### 編集盤

#### ハリー・オスターのレコーディング
- 1961年 That's All Right (Prestige/Bluesville)
- 1991年 Country Boy Down In New Orleans (Arhoolie)
- 1994年 New Orleans Street Singer (Storyville)
- 2005年 New Orleans Street Singer (Smithonian Folkways)

#### インペリアル
- 1995年 The Complete Imperial Recordings (Capitol)